# Социалистическая Республика Чили
Социалистическая Республика Чили (исп. República Socialista de Chile) (4 июня—13 сентября 1932) — кратковременно существовавшее государство на территории Чили. Было провозглашено леворадикальной военной хунтой. Ряд историков ограничивают время её существования до государственного переворота 16 июня 1932 года, когда президентом новой хунты, а позже временным президентом стал Карлос Давила.

## Предыстория
После нескольких государственных переворотов в 20-х годах фактическим главой государства стал Карлос Ибаньес дель Кампо. Левые и демократические организации были запрещены, а их неформальный лидер — Мармадуке Грове Вальехо — осуждён и сослан на остров Пасхи.
Однако после начала Великой депрессии демонстрации, забастовки и восстания охватили всю страну и вынудили диктатора подать в отставку. Мармадуке Грове Вальехо вернулся из изгнания национальным героем, ему были возвращены звания и награды, а также он был назначен командующим военно-воздушной базой «Эль-Боске» вблизи столицы.
Но новый президент — Хуан Эстебан Монтеро — оказался ничем не лучше свергнутого старого: 25 декабря 1931 года (на Рождество) его режим устроил «охоту на коммунистов». Людей убивали на улицах, в больницах, в домах за рождественским столом. Профсоюзы ответили на террор всеобщей забастовкой (25—27 декабря 1931 года), которая была подавлена военной силой. На 1 января 1932 года общее число безработных в стране достигло 350 тысяч человек.

## Социалистическая Республика Чили
3 июня 1932 года президент сместил с занимаемого поста Мармадуке Грове, но он приказу не подчинился и поднял восстание. 
На военной базе была сформирована революционная хунта, а на её сторону перешли ВВС республики и столичный гарнизон. На следующий день, окружённый в Президентском дворце, Хуан Эстебан Монтеро сложил свои полномочия, а хунта реорганизовалась в «революционное правительство».
6 июня 1932 года была провозглашена Социалистическая Республика Чили и опубликована программа социалистической революции в Чили. В соответствии с ней правительство намеревалось путём декретов в ближайшее время ввести наряду с частной собственностью коллективную; национализировать стратегические предприятия и предприятия, производящие предметы первой необходимости (в случае остановки производства их владельцами); конфисковать необрабатываемые земли и передать их крестьянам; создать государственную нефтяную, сахарную, табачную и другие компании; социализировать банки; установить контроль над распределением пищевых продуктов; ограничить власть иностранных монополий; амнистировать политзаключенных и участников восстания моряков чилийского ВМФ в сентябре 1931 года.
Вышедшие из подполья левые и демократические активисты стали формировать Советы рабочих и крестьянских депутатов по всей стране, крестьяне захватывали земли помещиков, рабочие устанавливали контроль на заводах, в Национальном университете был сформирован Совет студенческих депутатов.

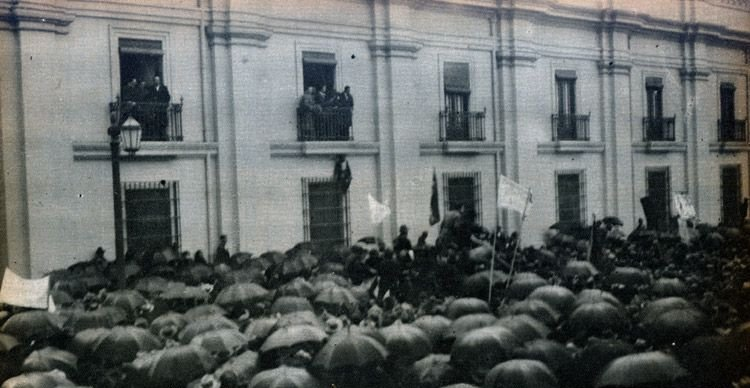
Демонстрация в поддержку провозглашения Социалистической республики Чили перед Президентским дворцом «Ла Монеда»

## Падение социалистической республики
12 июня из хунты был выведен Карлос Давила, который, однако, успел подкупить часть столичного гарнизона и 16 июня начал мятеж, заняв со своими сторонниками базу «Эль-Боске» и здание Военного министерства, таким образом, лишив правительство связи с его сторонниками на местах.
18 июня мятежники захватили Президентский дворец «Ла Монеда» и арестовали революционное правительство. Мармадуке Грове вновь был выслан на остров Пасхи, а в стране развернулся террор против его сторонников.
Карлос Давила, возглавивший новую хунту, 8 июля 1932 года был провозглашён временным президентом социалистической республики. 13 сентября 1932 года власть перешла к министру внутренних дел Бартоломе Бланче, режим социалистической республики прекратился. Период анархии закончился октябрьскими президентскими выборами, на которых был избран Артуро Алессандри.

## Дальнейшее развитие событий
После нескольких последовавших за этим государственных переворотов страну временно возглавил председатель Верховного суда Ойяндель Фигероа, который объявил амнистию, что позволило политзаключенным вернуться в страну.
19 апреля 1933 года прошёл съезд социалистических организаций Чили, на котором было объявлено о создании Социалистической партии Чили во главе с Мармадуке Грове Вальехо. Позднее партия пришла к власти во главе коалиции «Народное единство», проведя на выборах в президенты страны Сальвадора Альенде Госсенса.
Сальвадор Альенде, лично знавший Мармадуке Грове, придя к власти, проверил, отменены ли следующими кабинетами декреты революционного правительства. Среди неотмененных декретов был и знаменитый «декрет № 520», дававший правительству право реквизировать предприятия саботажников.